# Domaće životinje
Domaće životinje su one životinje koje čovjek pripitomljava i uzgaja radi koristi i razonode, a koje i same imaju koristi od takve trajne zajednice s čovjekom jer su zaštićene u borbi za opstanak. Da bi se neka životinja smatrala domaćom, potrebno je ispuniti tri uvjeta. Prvi je uvjet da životinja posjeduje osobine koje su čovjeku korisne, drugi da je privržena i poslušna čovjeku i treći da se jedinke redovito razmnožavaju pod čovjekovim nadzorom. Brižljivim uzgajanjem čovjek je dobio velik broj raznolikih odlika, rasa ili pasmina. Grana poljoprivrede koja se bavi uzgajanjem domaćih životinja zove se stočarstvo.
Razvile su se i posebne znanosti o domaćim životinjama, poput kinologije o psima i hipologije o konjima.
Više o odomaćivanju životinja pogledajte u članku domesticiranje.

## Industrijska proizvodnja
Stanovništvo svijeta troši sve više bjelančevina, a one najvrjednije životinjskog su podrijetla (meso, mlijeko, jaja). Stoga se stočarstvo sve više razvija u oblik industrijske proizvodnje na specijaliziranim stočarskim farmama, s kojima surađuju brojni znanstveni instituti i eksperimentalne stanice. U uzgoju domaćih životinja sve se više primjenjuju i mehanizacija i automatizacija, a također i tekovine suvremene biologije, osobito znanosti o nasljeđivanju. Mnoge tvornice proizvode hranu za uzgajane životinje i prerađuju stočarske proizvode.
Posbno izobraženi inženjeri i tehničari brinu se za unaprijeđivanje stočarstva, a veterinari suzbijaju bolesti među domaćim životinjama.

## Bolesti domaćih životinja
Kao i sva živa bića, i domaće životinje obolijevaju od stanovitih bolesti. Posebno su opasne one koje se mogu prenijeti na čovjeka.
Takva je bolest bedrenica, kojom se čovjek može zaraziti dok raščlinja oboljelu životinju ili obrađuje njezinu kožu, ili pak ako jede zaraženo meso. Slinavka i šap, bolest papkara, može, kao i bedrenica, za čovjeka biti smrtonosna. Bjesnoća je najčešće bolest pasa prenosiva ugrizom. Ako se ne liječi, gotovo je uvijek smrtonosna. Radi suzbijanja opasnosti svi se psi moraju zaštitno cijepiti, a pse skitnice sterilizirati, cijepiti te predati azilu.  I tuberkuloza se prenosi s domaćih životinja na čovjeka, npr. zaraženim mlijekom oboljele krave. Od bolesnih kopitara može na čovjeka preći vrlo opasna sakagija. Domaće ptice, odnosno golubovi i papige, prenose virusnu bolest ornitozu, a papige još i srodnu psitakozu.

## Popis domaćih životinja
- pas
- mačka
- konj
- magarac
- govedo
- vodeni bivol
- zebu
- jak
- gajal
- banteng
- deva
- ljama
- alpaka
- ovca
- koza
- sob
- svinja
- kunić
- zamorac
- kokoš
- guska
- patka
- puran
- biserka
- golub
- fazan
- noj
- paun
- kanarinac
- prugasta papiga
- pčela
- dudov svilac

### Pripitomljive
- srna
- jelen
- vjeverica
- čvorak
- gavran
- azijski slon

itd.

## Poveznice
- Dodatak:Popis hrvatskih pasmina domaćih životinja
- Dodatak:Popis pasmina domaćih goveda
- Dodatak:Popis pasmina domaćih svinja
- Dodatak:Popis pasmina domaćih konja
- Dodatak:Popis pasmina domaćih ovaca
- Dodatak:Popis pasmina domaćih kokoši
- Dodatak:Popis pasmina domaćih kunića
- Dodatak:Popis pasmina domaćih mačaka